# Mesastrape fulguraria
Mesastrape fulguraria là một loài bướm đêm trong họ Geometridae.